# Ann Grant
Ann-Mary Gwynne Grant (Harare, 6 mei 1955) is een hockeyster uit Zimbabwe.  Ze werd geboren als Ann-Mary Gwynne Fletcher en is een zuster van de cricketer en cricketcoach Duncan Fletcher.
De Zimbabwaanse hockeyploeg kreeg zes weken voor de Olympische Spelen 1980 de gelegenheid deel te nemen aan de spelen, omdat vijf uitgenodigde landen verstek lieten gaan.
Ann Grant was aanvoerster van Zimbabwaanse ploeg die de olympische gouden medaille won. Ze speelde mee in alle vijf de wedstrijden.
De spelen van 1980 zijn tot op heden enige deelname van de Zimbabwaanse vrouwenhockeyploeg aan een wereldkampioenschap of Olympische Spelen geweest.

## Erelijst
- 1980 –  Olympische Spelen in Moskou